# Dayi (Chengdu)

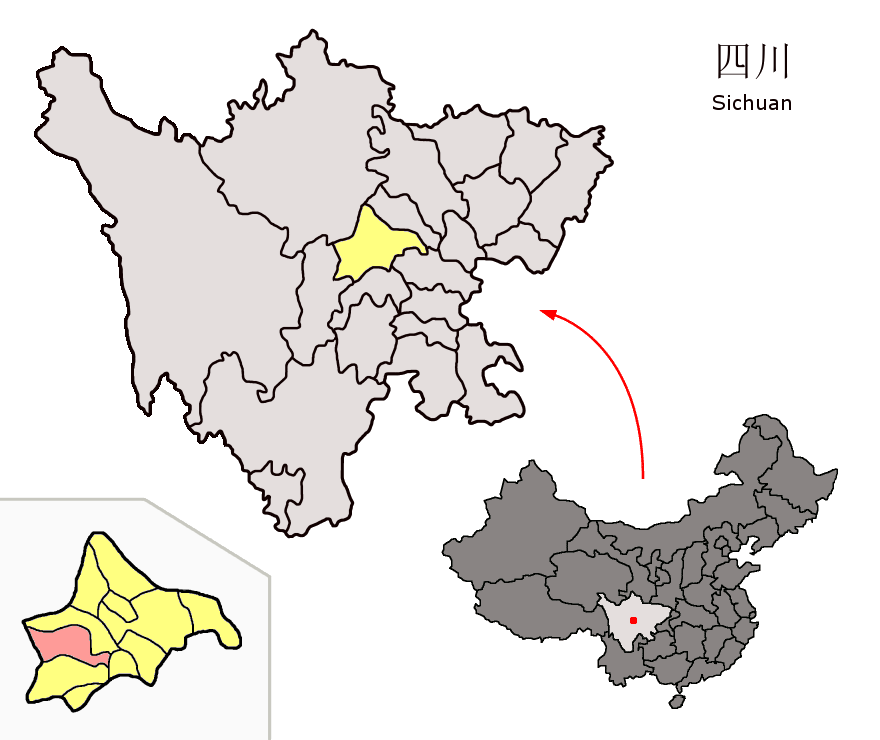
Lage des Kreises Dayi (rosa).

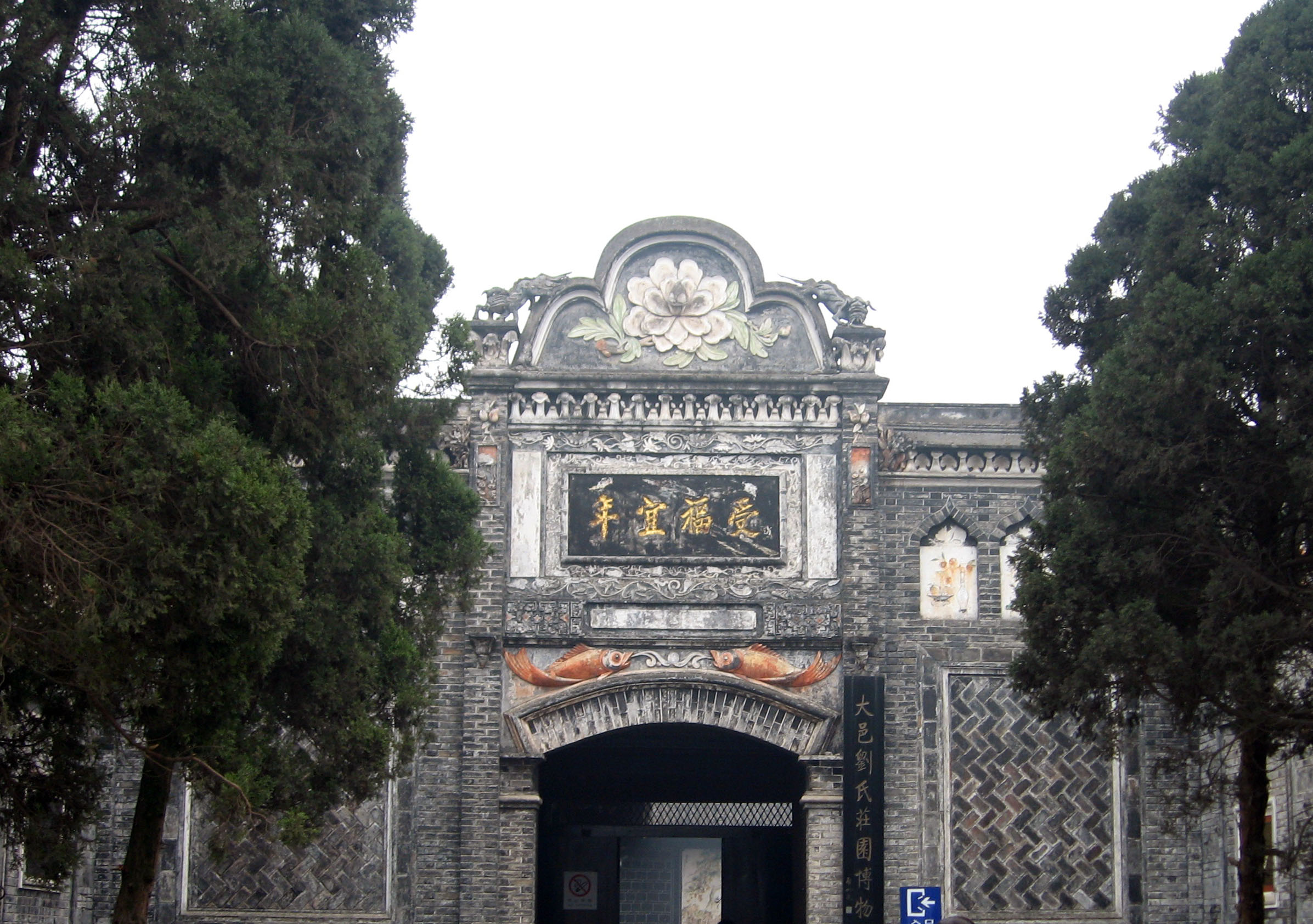
Residenz der Familie Liu.

Dayi (chinesisch 大邑县, Pinyin Dàyì Xiàn) ist ein Kreis der Unterprovinzstadt Chengdu in Sichuan. Er hat eine Fläche von 1280 km² und zählt 515.962 Einwohner (Stand: Zensus 2020).
Die Residenz der Familie Liu in Dayi (Dayi Liushi zhuangyuan 大邑刘氏庄园) – d. h. des Grundherrn Liu Wencai (刘文彩) – steht seit 1996 auf der Liste der Denkmäler der Volksrepublik China (4-212).

## Administrative Gliederung
Auf der Kreisebene setzt sich Dayi aus acht Großgemeinden und drei Straßenviertel zusammen:
Großgemeinde:
- Anren (安仁镇)
- Chujiang (䢺江镇)
- Heming (鹤鸣镇)
- Huashuiwan (花水湾镇)
- Wangsi (王泗镇)
- Xiling (西岭镇)
- Xinchang (新场镇)
- Yuelai (悦来镇)

Straßenviertel:
- Straßenviertel Jinyuan (晋原街道);
- Straßenviertel Qingxia (青霞街道);
- Straßenviertel Shaqu (沙渠街道);